# Gisela May
Gisela May (ur. 31 maja 1924 w Wetzlarze, zm. 2 grudnia 2016 w Berlinie) – niemiecka aktorka i pieśniarka.

## Życiorys
Córka pisarza Ferdinanda Maya (1896-1977) i jego żony aktorki Käthe Mettig (1896-1969). Od 1941 występowała w Lipsku, Halle i Berlinie, w tym w latach 1951–1962 w Deutsches Theater, a 1962–1992 w Berliner Ensemble. Wykonywała songi Bertolta Brechta i grała role w wielu jego dramatach. Zagrała m.in. rolę Ruth w dramacie Niemcy Leona Kruczkowskiego i rolę Marii w Woyzecku Georga Büchnera, występowała też w przedstawieniach muzycznych, grając rolę Elizy w Pigmalionie George’a Bernarda Shawa i Dolly w Hello, Dolly! według Thorntona Wildera. Odbyła wiele tournées za granicą. W latach 1983–1989 prowadziła własny program Pfundgrube w Deutscher Fernsehfunk. Od 1993 roku była członkiem Akademii Sztuk w Berlinie. Od 1993 do 2007 roku odgrywała jedną z głównych ról w serialu kryminalnym Adelheid und ihre Mörder.

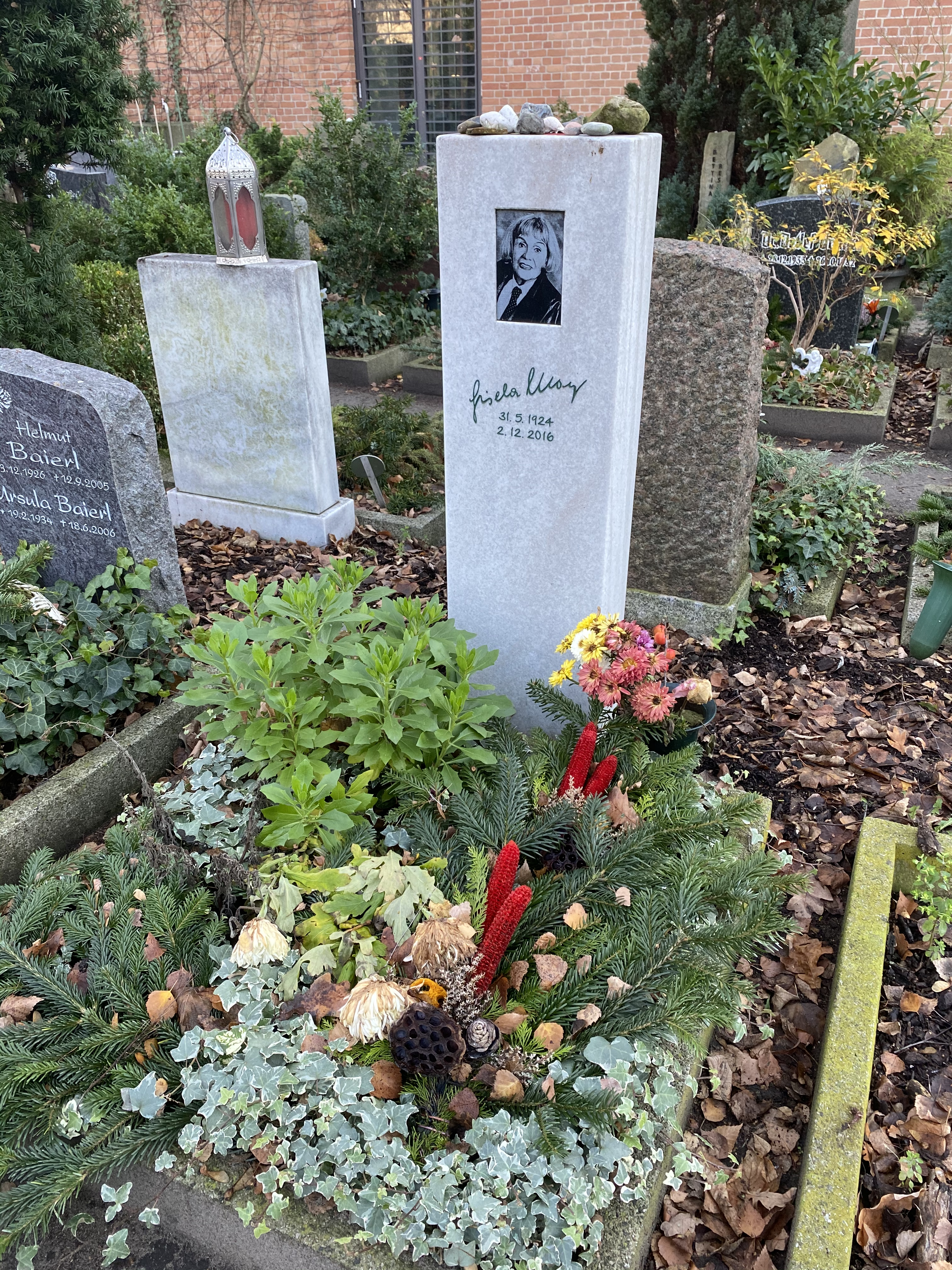
Grób Giseli May

Była zamężna w latach 1956-1965 z dziennikarzem Georgiem Honigmannem. Jej długoletnim partnerem był dziennikarz i filozof Wolfgang Harich (1923-1995). May zmarła w Berlinie w wieku 92 lat. Pochowana na Dorotheenstädtischer Friedhof.
Uhonorowana Nagrodą Państwowa NRD (1963), Orderem Zasługi dla Ojczyzny (1973), Orderem Berlińskim Zasługi (2001) i Orderem Zasługi Republiki Federalnej Niemiec (2004).